# Педыя
Педыя, Педы-Я — река в России, протекает в округе Вуктыл Республики Коми. Устье реки находится в 16 км по левому берегу реки Хатемалья. Длина реки составляет 20 км.
Река берёт начало на западных склонах небольшого хребта Педы-Из на Приполярном Урале, лежащего к востоку от Исследовательского хребта. Педыя стекает с северных склонов горы Педы (1035 м НУМ). Исток находится на границе с Ханты-Мансийским автономным округом и лежит на глобальном водоразделе Печоры и Оби, рядом берёт начало река Сёртынья.
Генеральное направление течения — северо-запад, всё течение проходит по ненаселённой, холмистой тайге. Характер течения — горный. Приток — Мойкасос (правый). Ширина реки у устья — около 9 метров.
Впадает в Хатемалью к северо-востоку от горы Хатемалья (высота НУМ 1052 м) на Исследовательском хребте.

## Данные водного реестра
По данным государственного водного реестра России относится к Двинско-Печорскому бассейновому округу, водохозяйственный участок реки — Печора от водомерного поста у посёлка Шердино до впадения реки Уса, речной подбассейн реки — бассейны притоков Печоры до впадения Усы. Речной бассейн реки — Печора.
Код объекта в государственном водном реестре — 03050100212103000062231.